# Ikabog
Ikabog (v anglickém originále The Ickabog) je pohádkový příběh, který napsala britská spisovatelka J. K. Rowlingová. Kniha byla uveřejněna v roce 2019, kdy byla k dispozici zdarma na internetu, a to vzhledem k probíhající pandemie covidu-19 a lockdownům. Vydání v jednotlivých jazycích jsou doprovázena obrázky dětí, které zvítězily v ilustrátorské soutěži v dané zemi. V napínavém příběhu hlavní roli hraje nejšťastnější království Přehršlánie, které málem zničí lidská pošetilost a chamtivost.

## Děj
V království Přehršlánie vládl král Norbert Neohrožený. Sídlil v hlavním městě s názvem Kruasany, kde se pekly ty nejlepší sladké i slané pokrmy, a dokonce se vyprávělo, že kdo poprvé ochutnal jejich nebeskou pusinku, rozplakal se štěstím. Královstvím protékala třpytivá řeka Fluma, která rozdělovala města Vurstpork a Tvarošice, známé nejlepšími uzeninami a sýry. Kousek od Tvarošovic bylo poslední město Macerava, které bylo proslulé hlavně svými výbornými víny. Jedinou slabinou tohoto maličkého království byl temný Mokřad na severu. 
Právě v tomto Mokřadu na severu podle legendy žila bájná nestvůra Ikabog, která pojídala ovce a v některých verzích legendy lidské bytosti. Všichni věřili, že je to jen povídačka, která měla za účel strašit neposlušné děti. 
Jednoho dne se měl král z vedlejšího Lijawského království dostavit na státní návštěvu, a tak se král rozhodl, aby mu švadlena Hermína Hrdličková ušila nové šaty. Hermína měla zhoršený zdravotní stav, ale král chtěl přímo ji pro tento důležitý úkol. Bohužel jeho osobní švadlena tu noc zahynula vyčerpáním. 
Její úmrtí se považovalo v Přehršlánii za počátek všech nezdarů. Helenka Hrdličková byla z toho tak smutná, že ze smrti obviňovala krále, myslela si o něm, že je sobecký, marnivý a krutý. Helenčin nejlepší kamarád Vilém s ní nesouhlasil, a proto jejich přátelství na nějakou dobu zaniklo. Tuto pomluvu o králi Helenka vyřkla právě ve chvíli, kdy Lord Flusbrock projížděl kolem dvora, a jako velký přítel krále mu to samozřejmě musel sdělit. Královi tyto slova uvízly v hlavě, a tak při následujícím dni otevřených dveří každého vyslechl a každému pomohl, včetně jednoho žebráka z Mokřad. Tento žebrák přišel o psa, kterého mu údajně sežral Ikabog. Král složil slib: „Ještě dnes se vydáme na sever prošetřit celou záležitost s Ikabogem a jednou provždy s ní skoncujeme.“ 
Král společně se svou královskou gardou v čele s Lordem Kydliánem, Lordem Flusbrockem a Majorem Veselkou (otec Viléma) vydali do Mokřadu. Cestou oba lordové velice trpěli, nebyli zvyklí na těžké životní podmínky, bolely je všechny části těla. Když konečně dojeli do obávaných Mokřadů, Major Veselka navrhl přečkat noc a ráno prozkoumat okolí. Král odmítl a rozkázal, i přes hustou mlhu pokračovat v cestě. Král se v mlze ztratil, všichni ho začali hledat až na dva lordy. Ve chvíli, kdy Kydlián slyšel krále, jak křičí o pomoc, že vidí Ikaboga. Vystřelil ze své pistole a rána zabila Majora Veselku. Lord Flusbrock nevěřil králi, ale za to vymyslel dokonalý plán, jak vydělat peníze a zachránit Kydliána. Vymyslel, že Ikabog napadl majora Veselku a král svým zdobeným mečem zahnal Ikaboga, s tímto příběhem se vrátili do hlavního  města. Vojíni, kteří této historce nevěřili, byli uvězněni a vrchní rádce, který chtěl celou situaci prošetřit, byl Lordem Flusbrockem zabit a sám Flusbrock se nechal jmenovat na vrchního rádce krále Norberta.
Lord Flusbrock nechal krále podepisovat nesmyslné daně za ochranu města proti Ikabogu. Zatímco Lordové bohatli, celá země začala pomalu chátrat a chudnout. Ani rodiče nebyli schopni zajistit své potomky, takže je museli dávat do sirotčinců. Některé děti se tam dostaly také vinou uvěznění svých „nepohodlných“ rodičů, protože Lord Flusbrock nechal zavřít každého, kdo pochyboval o existenci Ikaboga.
Helenčin otec Hugo Hrdlička byl také uvězněn, protože Vilmě Veselkové tvrdil, že celá situace je poněkud zvláštní, a tak ho Flusbrock nechal zatknout a donutil ho, aby vytesal obrovskou nohu, jako důkaz, že Ikabog existuje. Helenka měla být zavražděna, ale vojín neměl dostatek odvahy, a proto ji odvezl do Maceravy k pěstounce, kterou pouze zajímalo, kolik vydělá peněz. 
Vilémovi a paní Veselkové to došlo hned po tom, co objevily údajné stopy Ikaboga a srovnali je s prací pana Hrdličky. Paní Veselková byla velice moudrá dáma, která dobře tušila, že jim jde o život. Jakmile jim to došlo, chtěla za králem a ověřit, zda o celé situaci ví. Vilémovi řekla, že jestli se do hodiny nedostaví, musí utéct do Maceravy za příbuznými. Vilémovi se podařilo uniknout a díky tomu se po několika letech setkal s Helenkou v sirotčinci. Dokázali přelstít zlou pěstounku a utéct do chladné zimy. Cílem útěku bylo přesvědčit vojáky o lžích Lordů. Cestou hrdinové málem umrzli, ale zachránil je bájný Ikabog. Ikabog je původně chtěl sníst, ale Helenka mu dokázala, že když při „nahrobení“ (narození jeho potomků) ukáže lásku k lidskému pokolení, mohli by Ikabogové zase žit v loukách společně s lidmi. 
Povedlo se, Helenka a Vilém s přáteli ukázali, že Ikabogové jsou milá stvoření. Lordé společně s králem skončili před soudem. Město se pomalu zotavilo z příjmové chudoby a Ikabogové žili společně s lidmi na loukách. 

## Postavy
- Král Norbert Neohrožený – oblíbený král
- Lord Flusbrock – přítel krále, později králův rádce
- Lord Kydlián – tlustý přítel krále, pomocník Lorda Flusbrocka
- Jeník Frčka – vymyšlený posel Lordem Flusbrockem, který měl donést zprávu o smrti Majora Veselky
- Helenka Hrdličková – nejlepší kamarádka Viléma Veselky
- Hugo Hrdlička – otec Helenky a truhlář krále
- Hermína Hrdličková – matka Helenky a švadlenka krále
- Vilém Veselka – nejlepší kamarád Helenky Hrdličkové
- Vilma Veselková – matka Viléma, nejlepší cukrářka krále
- Major Veselka – otec Viléma, major královské gardy
- Ikabog – nestvůra v legendě, chlupaté a vysoké stvoření

## Přijetí díla a jeho interpretace
Kniha byla v tištěné podobě poprvé vydána v roce 2020, avšak ještě předtím byla postupně, po jednotlivých kapitolách publikován zdarma na internetu, a to vzhledem k pandemii covidu-19. Autorka knihu psala v přestávkách mezi knížkami o Harrym Potterovi. Kniha měla zůstat na půdě a v paměti jejích dětí, kterým tento příběh četla jako pohádku před spaním. V češtině byly části textu publikovány v srpnu 2020 na webu nakladatelství Albatros. Ze soutěže pro děti od 6 do 13 let bylo pak vybráno 34 obrázků inspirovaných jednotlivými kapitolami a následně se staly součástí tištěné verze knihy.
Sarah Lyall z The New York Times napsala, že si Joanne Rowligová zachovala svůj vynikající smysl pro humor a úžasnou představivost, ale v průběhu let se stala jasnější a disciplinovanější spisovatelkou, méně inklinující k tomu, aby své vyprávění prošpikovala nadbytečným výkladem. Překladatel Petr Eliáš se při rozhovoru pro Lidové noviny zmínil, že kniha je určená pro všechny věkové kategorie, je vhodná pro předčítání dětem a rodiče zde mohu najít způsob, jak o vážných tématech, jako je ztráta někoho blízkého, mluvit.